# Maria de Belém Roseira
Maria de Belém Roseira Martins Coelho Henriques de Pina GCC (Porto, Bonfim, 28 de julho de 1949) é uma jurista e política portuguesa.
Foi uma das autoras da lei que permitiu a atribuição da nacionalidade portuguesa a descendentes de judeus sefarditas expulsos de Portugal, juntamente com os também deputados José Ribeiro e Castro e Manuel Alegre. A norma, aprovada em 2013, abriu caminho à naturalização de dezenas de milhares de estrangeiros com base em critérios históricos e genealógicos, tendo sido mais tarde alvo de controvérsia e debate público devido à sua regulamentação e à alegada ocorrência de abusos.

## Biografia
Licenciada em Direito, pela Faculdade de Direito da Universidade de Coimbra, em 1972, iniciou a sua carreira profissional como técnica superior do Ministério do Trabalho, na Direção-Geral da Previdência, em 1973. Desenvolveu toda a sua carreira na Administração Pública, tendo-se aposentado com a categoria de assessora principal do Ministério do Trabalho e Solidariedade Social.
Após o 25 de Abril de 1974 integrou como adjunta o gabinete da Secretária de Estado da Segurança Social, Maria de Lourdes Pintasilgo, logo no I Governo Provisório. Anos depois, em 1983, foi nomeada chefe de gabinete do Ministro da Saúde do Bloco Central, António Maldonado Gonelha. A Ministra da Saúde Leonor Beleza, do governo de Cavaco Silva, viria a nomeá-la vice-provedora da Santa Casa da Misericórdia de Lisboa (1988-1992) e, posteriormente, Arlindo de Carvalho escolheu-a para administradora-delegada do Centro Regional de Lisboa do Instituto Português de Oncologia (1992-1995). Foi também administradora da Teledifusão de Macau (1986-1987).
Militante do Partido Socialista desde 1976, após a vitória do partido então liderado por António Guterres nas eleições legislativas de 1995, Maria de Belém seria nomeada Ministra da Saúde do XIII Governo Constitucional (1995-1999). Em seguida seria Ministra para a Igualdade no XIV Governo Constitucional (1999-2000), ambos presididos por Guterres. Terá abandonado o último cargo por divergências com Manuela Arcanjo, que lhe sucedeu na pasta da Saúde. Foi ainda, durante aquele período, vice-presidente (1997) e presidente (1999) da Assembleia-Geral da Organização Mundial de Saúde.
Após a saída do governo assumiu o cargo de deputada à Assembleia da República, para o qual fora eleita, pelo Círculo do Porto, na legislatura iniciada em 1999. Seria reeleita em 2002, 2005, 2009 e 2011. Em 2003 foi contratada como consultora pela empresa Espírito Santo Saúde, tendo afirmado não considerar existir incompatibilidade entre as duas funções, uma vez que a entidade não existia quando foi ministra da Saúde. Tendo sido levantada a questão enquanto presidente da Comissão Parlamentar de Saúde em 2006, foi reiterada a confiança para o exercício do cargo pelos deputados desta mesma Comissão. Em 2015, ainda deputada, é apontada como um dos nomes do Conselho Consultivo da Administração do Hospital Beatriz Ângelo. Em 2008 foi nomeada presidente da comissão parlamentar de Inquérito ao Processo de Nacionalização, Gestão e Alienação do Banco Português de Negócios.
Nas eleições presidenciais de 2011 foi a mandatária nacional da candidatura de Manuel Alegre. Cinco anos antes, nas presidenciais de 2006 apoiara Mário Soares contra Alegre, que se candidatara como independente. Já em setembro de 2011, Maria de Belém, depois de apoiar António José Seguro em eleições diretas no PS (que obteve vitória sobre a candidatura de Francisco Assis), foi eleita presidente do PS. Seria sucedida no cargo por Carlos César, em novembro de 2014, após a eleição de António Costa em primárias, contra Seguro.
Ao longo do seu percurso Maria de Belém participou na fundação de diversas instituições particulares de solidariedade social, nomeadamente a Associação Portuguesa de Apoio à Vítima, a Associação Portuguesa de Psicogerontologia e a Liga de Amigos do Hospital de São Francisco Xavier. Desempenhou ainda os cargos de presidente da Assembleia-Geral da União das Misericórdias Portuguesas, da União das Mutualidades, do Conselho Consultivo do Instituto de Higiene e Medicina Tropical e da Irmandade de S. Roque; foi membro da Direção da APAV - Associação Portuguesa de Apoio à Vítima, da Associação Para o Progresso do Direito, Associação Portuguesa de Telemedicina; membro do Conselho de Administração da Fundação Francis Obikwelu; membro do Conselho Geral da Universidade de Coimbra, da Fundação do Gil e da Fundação Portuguesa do Pulmão.
Foi comentadora regular na SIC Notícias até março de 2013, no programa Frente-a-Frente; foi também comentadora regular com presença semanal na CMTV.

### Eleições presidenciais de 2016
Maria de Belém anunciou a sua candidatura às eleições presidenciais de 2016 a 17 de agosto de 2015 e formalizou-a a 22 de dezembro, no Tribunal Constitucional, com cerca de 9 200 assinaturas. O seu mandatário nacional foi Eduardo Marçal Grilo, e Simonetta Luz Afonso e Júlio Machado Vaz foram os mandatários em Lisboa e Porto, respectivamente. Pertenceram à comissão de honra da candidatura Manuel Alegre, Jorge Coelho, José Vera Jardim e Alberto Martins. Bruno Matias foi o mandatário para a juventude.
Ficou em 4.º lugar nas eleições, com apenas 4,24% dos votos, um resultado muito abaixo do que as sondagens iniciais previam, nos quais chegou a disputar o segundo lugar com o outro candidato apoiado por membros do Partido Socialista, António Sampaio da Nóvoa. O resultado inferior a 5% levou a que não tivesse direito à subvenção estatal para fazer face às despesas da campanha eleitoral.

### Subvenções vitalícias
Maria de Belém foi o nome mais sonante da lista de políticos que pediram ao Tribunal Constitucional a fiscalização sucessiva da medida que determinava o corte das pensões vitalícias para políticos que aufiram mais de 2 000 euros por mês. As subvenções vitalícias foram eliminadas no tempo do primeiro governo de José Sócrates e o documento em que Maria de Belém pede a revisão do Tribunal Constitucional diz respeito a 357 ex-detentores de cargos políticos, ou seja, àqueles que não aceitaram a subvenção de que outros em igual situação auferiram imediatamente após ter cessado o cargo. Apesar de ter direito, por lei, a esta subvenção, não a requereu.

## Prémios
Foi agraciada com o Prémio Femina de Honra 2014.

## Condecorações
A 23 de Fevereiro de 2005, foi agraciada com a Grã-Cruz da Ordem Militar de Nosso Senhor Jesus Cristo.
Foi feita Membro do Conselho das Antigas Ordens Militares a 9 de Junho de 2016.

## Funções governamentais exercidas
- XIII Governo Constitucional
  - Ministra da Saúde
- XIV Governo Constitucional
  - Ministra para a Igualdade